# Ionian Mons
Lo Ionian Mons è una struttura geologica della superficie di Io.